# Паклене улице 2
Паклене улице 2 (енгл. 2 Fast 2 Furious) амерички је акциони филм о уличним ауто-тркама из 2003. године. Други је део истоименог култног десетоделног серијала филмова.

## Радња
Праћен од стране агента Царинске управе, Монике Фуентес (Ева Мендез), Брајана су ухватили агенти Америчке Царинске управе и дата му је шанса од стране агената Билкинса и Маркама (Џејмс Ремар) да поново крене на тајни задатак и да покуша да ухвати нарко-боса Картера Верона (Кол Хаусер) у замену за брисање целокупног полицијског досијеа. Брајан се сложио само под условом да му се одобри дозвола да бира партнера, јер је одбио да му партнер буде агент који је требало да га надгледа. Брајан се вратио кући у Барстоу (Калифорнија), где је замолио Романа Пирса (Тајрис Гибсон), пријатеља из детињства, који је већ био у затвору неколико година и тренутно је у кућном притвору, да му помогне. Пирс се сложио, али само под условом да добије исти договор који је Брајану понуђен. Уз Моникину помоћ, Брајан и Роман су радили заједно не би ли ухватили Верона. Након добијања заплењених возила од агената и добијања посла од Верона, као његови возачи се враћају у скровиште агената Царинске управе / ФБИ, где се Роман суочава са Маркамом због пређашњег мешања у мисију коју су имали. Када се ситуација смирила, Брајан је рекао Билкинсу и Маркаму да Верон планира да прокријумчари новац у његов приватни авион и да побегне, али такође сумња да се нешто чудно дешава са Моникином улогом у мисији.
Нешто касније, Брајан и Роман се тркају са два возача који су се пријавили за Веронове возаче, али изгубили, за њихове аутомобиле који би им служили за лични план Б, ако нешто у мисији крене наопако. Роман се суочава са Брајаном због тога што се Брајану свиђала Моника. На дан мисије, Брајан и Роман су почели да превозе торбе са Вероновим новцем, а са њима су били и Енрике (Мо Галини) и Роберто (Роберто Санчез). Пре него што је истекло 15 минута без полиције које је договорено, детектив који је био одговоран за мисију, Витворт је одлучио да каже свим јединицама да крену и ухапсе све, а то је резултирало општом потером за два аутомобила дуж целог града. Дуо је одвео полицију до складишта, из ког је изашло на десетине уличних тркача који су дезоријентисали полицију. Полиција је успела да из гомиле изолује Ево и Еклипс, али су само сазнали да су та два аутомобила возили чланови Брајанове нове екипе, Теж Паркер (Лудакрис) и Суки (Девон Аоки).
Када се Брајан приближавао одредишту, Енрике му је рекао да скрене и да оде што даље од аеродрома. У међувремену, Роман се отарасио Роберта, помоћу импровизованог катапулта са азотсубоксидом. На аеродрому агенти Царинске управе су окружили Веронов авион и његов конвој, али су тек после упада схватили да их је Верон обмануо и да су загризли мамац, док је Верон био на свом броду који је био удаљен километрима далеко. Верон је знао да је Моника агент и дао јој је погрешну информацију о крајњој дестинацији и планира да је искористи као таоца. Када је Брајан стигао на планирану дестинацију, Енрике се спремао да га убије, када се Роман одједном појавио и тако спасио Брајана. Верон успева да се укрца и отплови на својој приватној јахти, али Брајан и Роман су смислили план да искористе Шевролет Камаро и да при великој брзини уз помоћ рампе ван пута некако дођу до јахте. План им је успео и они су слетели на врх јахте. Дуо је успео да ухапси и преда Верона и да спаси Монику. Пошто су им сва кривична дела опроштена, Брајан и Роман су размишљали шта друго да раде него да се преселе у Мајами када је Брајан поменуо да ће отворити гаражу. Роман је питао како ће моћи да приуште то и Брајан му је открио да је узео нешто новца, а затим је и Роман открио да ни његови џепови нису празни, јер је и он узео новац.

## Улоге
| Глумац         | Улога            |
| -------------- | ---------------- |
| Пол Вокер      | Брајан О’Конор   |
| Тајрис Гибсон  | Роман Пирс       |
| Кол Хаузер     | Картер Верон     |
| Ева Мендес     | Моника Фуентес   |
| Марк Бун млађи | детектив Витворт |
| Ludacris       | Теџ Паркер       |
| Џејмс Ремар    | агент Маркам     |
| Девон Аоки     | Суки             |
| Том Бери       | агент Билкинс    |
| Амори Ноласко  | Оранж Џулијус    |
| Мајкл Или      | Слеп Џек         |
| Марк Меколи    | агент број 1     |